# Васильев, Николай Ксенофонтович
Никола́й Ксенофо́нтович Васильев (8 августа 1918, Шойбулак, Царевококшайский уезд, Казанская губерния, РСФСР — 14 апреля 1982, Йошкар-Ола, Марийская АССР, РСФСР, СССР) — советский военный деятель. В годы Великой Отечественной войны — заместитель командира эскадрильи 240 гвардейского бомбардировочного авиационного полка дальнего действия, гвардии капитан. Кавалер ордена Ленина (1944). Член ВКП(б) с 1942 года.

## Биография
Родился 8 августа 1918 года в с. Шойбулак ныне Медведевского района Марий Эл в русской крестьянской семье.
В 1939 году окончил Йошкар-Олинский аэроклуб имени Н. Бабушкиной. Работал в радиоузле в г. Йошкар-Оле.
В январе 1939 года призван в РККА. Участник Великой Отечественной войны: лётчик, заместитель командира эскадрильи 240 гвардейского бомбардировочного авиационного полка дальнего действия, гвардии капитан. В 1941 году вступил в ВКП(б). Совершил более 250 боевых ночных вылетов, успешно бомбил важные объекты, доставлял грузы в осаждённый Ленинград, летал к партизанам. С 22 июня 1943 года считался пропавшим без вести: его самолёт был подбит, 3 часа летел на одном моторе, но не дотянув до линии фронта, сел. В это время он вместе с экипажем попал в плен, из которого бежал. 5 месяцев провёл в партизанском отряде. Демобилизовался из армии в марте 1946 года.
После войны — работник Йошкар-Олинского завода полупроводниковых приборов.
Награждён орденами Ленина, Красного Знамени, Отечественной войны II степени, Красной Звезды и медалями.
Скончался 14 апреля 1982 года в г. Йошкар-Оле Марийской АССР.

## Боевые награды
- Орден Ленина (05.11.1944) — за образцовое выполнение боевых заданий Командования на фронте борьбы с немецкими захватчиками, подготовку лётных кадров, перегонку материальной части для боевых частей действующей армии и отличные показатели в работе[5]
- Орден Красного Знамени (13.07.1945)[5]
- Орден Отечественной войны II степени (28.09.1942)[5]
- Орден Красной Звезды (31.12.1942)[5]
- Медаль «За оборону Ленинграда»[5]
- Медаль «За оборону Сталинграда»[5]
- Медаль «За победу над Германией в Великой Отечественной войне 1941—1945 гг.»[5]
- Медаль «За доблестный труд. В ознаменование 100-летия со дня рождения Владимира Ильича Ленина» (1970)